# Палі (Увинський район)
Па́лі (рос. Пали) — присілок у складі Увинського району Удмуртії, Росія.

## Населення
Населення — 17 осіб (2010; 24 в 2002).
Національний склад станом на 2002 рік:
- удмурти — 62 %
- росіяни — 38 %

## Урбаноніми[3]
- вулиці — Центральна